# بالاخان كندي (قشلاق الجنوبي)
بالاخان کندي (بالفارسية: بالاخان کندی) هي قرية تقع في إيران في أردبيل. يقدر عدد سكانها بـ 45 نسمة .